# Enfisema
L'enfisema è una patologia che interessa i polmoni in cui vi è un aumento della quota di aria. Viene classificata tra le patologie di tipo ostruttivo. L'enfisema è caratterizzato da:
- dilatazione degli spazi aerei a valle dei bronchioli terminali;
- distruzione delle loro pareti;
- assenza di evidente fibrosi.

## Tipi di enfisema

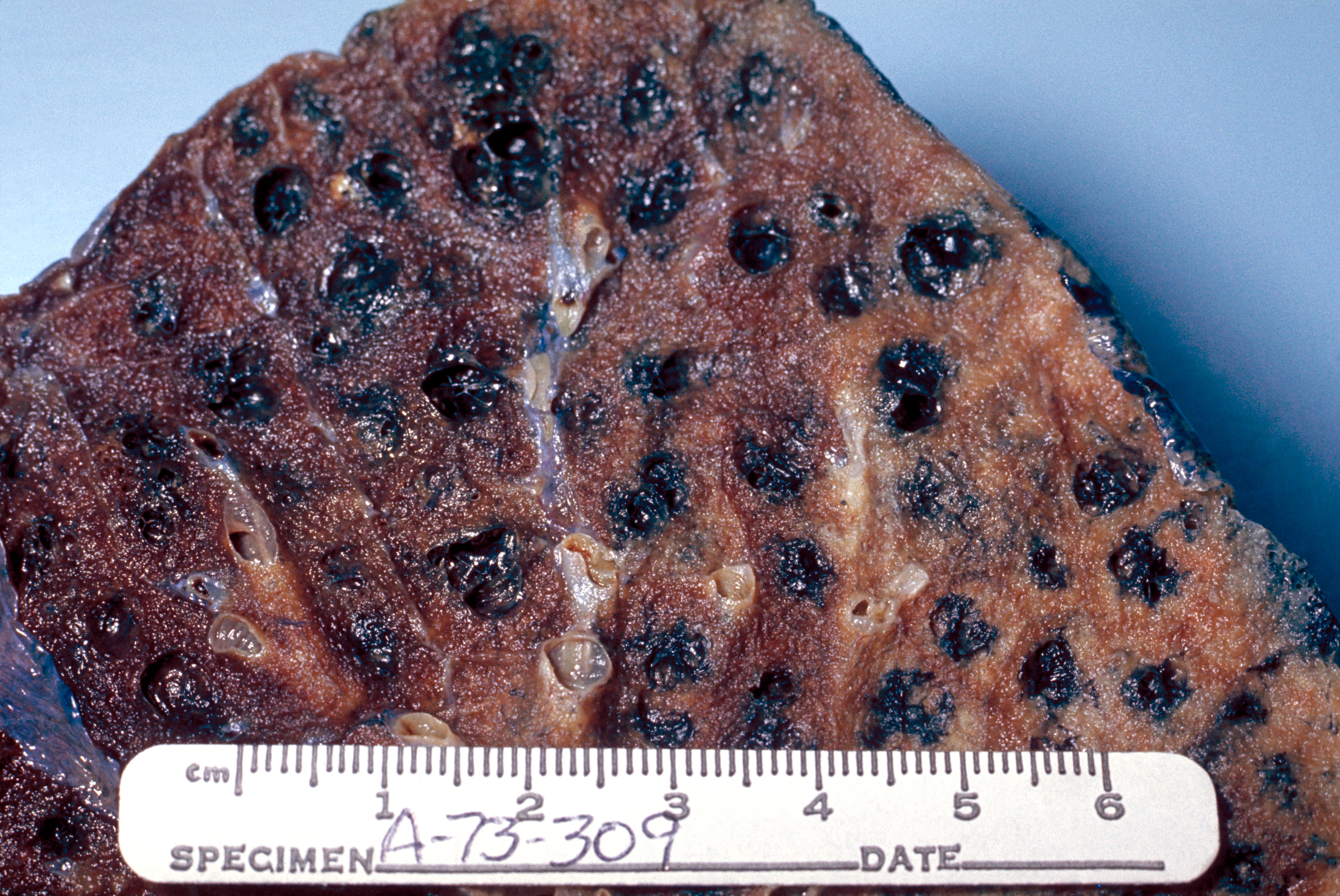
Depositi carboniosi nei polmoni di un fumatore affetto da enfisema centrolobulare.

Si possono distinguere 4 tipi di enfisema:
1. Centroacinoso
2. Panacinoso
3. Parasettale
4. Irregolare

I primi due rivestono una importanza maggiore dal punto di vista clinico.

### Enfisema centroacinoso
L'enfisema centroacinoso ha una frequenza maggiore rispetto alla seconda, rappresentando il 95% dei casi. La caratteristica di questo tipo di enfisema è legata al modo in cui sono coinvolti i lobuli polmonari. Sono interessate, infatti, le parti centrali degli acini più vicine ai bronchioli terminali, formate dai bronchioli respiratori, mentre gli alveoli distali non sono coinvolti. Si determina così la coesistenza di spazi aerei normali e di quelli con enfisema nello stesso lobulo.
Le lesioni che appaiono più frequentemente, e che sono anche quelle più gravi, riguardano i lobi superiori. Questo tipo di enfisema colpisce maggiormente i forti fumatori e si associa spesso alla condizione di bronchite cronica (nel qual caso si parla di BPCO).

### Enfisema panacinoso
L'enfisema panacinoso è caratterizzato da un aumento di volume degli acini, a partire dai bronchioli respiratori fino agli alveoli  terminali.
Questa forma, a differenza di quella precedente, è più frequente nelle regioni inferiori e anteriori; solitamente è più grave alle basi. Si associa con una deficienza di alfa1-antitripsina (che svolge la funzione di anti-elastasi).

### Enfisema parasettale
L'enfisema parasettale interessa prevalentemente la parte distale dell'acino. Risulta più grave nella periferia dei lobuli, nelle zone vicine alla pleura e lungo i setti connettivali interlobulari. La caratteristica fondamentale è la presenza di molti spazi aerei dilatati.

### Enfisema irregolare
L'enfisema irregolare è chiamato così perché l'interessamento dell'acino avviene in maniera irregolare ed è solitamente associato a fenomeni di cicatrizzazione. È in genere asintomatico.

## Patogenesi

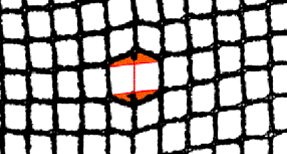
Una rete elastica a maglie relativamente grandi, distesa in moderata tensione su una superficie finita, offre un modello bidimensionale utile per comprendere le modificazioni dell'architettura polmonare conseguenti alla semplice rottura del setto interalveolare. La rottura del setto infatti, non solo mette in comunicazione gli spazi alveolari adiacenti, creando quindi un rapporto tra volume aereo e superficie della membrana alveolare meno favorevole per gli scambi gassosi, ma per la mancanza dell'effetto stabilizzante del setto interrotto la forza elastica del polmone agisce allargando ulteriormente lo spazio aereo intrapolmonare neoformato (area in rosso), necessariamente a spese del parenchima sano circostante.(da: Min Chir,53:899-918, 1998) video

La genesi delle due forme principali di enfisema (centroacinoso e panacinoso) non è ancora ben chiara; l'ipotesi più accreditata per spiegare la distruzione delle pareti alveolari sembra essere il meccanismo proteasi-antiproteasi.
In base a questa teoria, la distruzione delle pareti degli alveoli sarebbe il risultato di uno squilibrio a livello polmonare tra il sistema di proteasi (in particolare l'elastasi) e quello delle antiproteasi.
L'elastasi, prodotta dai neutrofili, è in grado di digerire il tessuto polmonare; tale fenomeno è però inibito dall'α1-antitripsina (principale antiproteasi umana, sintetizzata dal fegato). Inoltre, la stessa elastasi può provocare l'insorgenza di enfisema. Ciò avviene se vi sono bassi livelli di alfa1-antitripsina e se i neutrofili sono presenti in numero aumentato (in seguito a infezioni, fumo di sigaretta, inalazione di inquinanti ambientali); in questa situazione il processo di distruzione del tessuto elastico diventa inarrestabile e si instaura l'enfisema. 
Indipendentemente dalle cause e dai meccanismi qui sopra esposti che la rendono possibile, la lesione essenziale dell'enfisema è la rottura dei setti interalveolari. In diretta conseguenza meccanica della rottura dei setti infatti, la forza elastica polmonare condiziona passivamente una serie di importanti modificazioni dell'architettura polmonare che sono direttamente responsabili delle alterazioni cliniche dell'enfisema. Queste modificazioni dell'architettura polmonare sono caratterizzate essenzialmente dalla formazione di raccolte aeree intraparenchimali la cui estensione eccede quella degli alveoli messi in comunicazione dalla rottura dei setti interalveolari ed è quindi accompagnata da un equivalente,  parziale collasso/ipoventilazione delle aree parenchimali sane circostanti (video ref 4).

## Decorso clinico
Di solito il primo sintomo è la dispnea, che comincia in modo insidioso, ma progressivo.
In alcuni pazienti, il disturbo principale è la tosse o il respiro sibilante, interpretati come asma.
Frequente è la perdita di peso, a volte così grave da far pensare alla presenza di una neoplasia maligna nascosta.
L'unico indizio sicuro e presente in maniera costante è un rallentamento dell'espirazione forzata.